# هلن تی. ادواردز
هلن تی. ادواردز (انگلیسی: Helen T. Edwards; ۲۷ مهٔ ۱۹۳۶ – ۲۱ ژوئن ۲۰۱۶) دانشمند در زمینه فیزیک شتاب‌دهنده‌ها اهل ایالات متحده آمریکا بود.
وی همچنین برندهٔ جوایزی همچون مدال ملی فناوری و نوآوری شده‌است.